# Eurídice IV de Macedònia
Eurídice IV de Macedònia (en llatí Eurydice, en grec antic Εὐρυδίκη) fou filla de Lisímac rei de Tràcia.
El seu pare la va donar en matrimoni a Antípater I de Macedònia, fill de Cassandre, que estava en guerra contra el seu germà Alexandre V de Macedònia. Antípater havia demanat ajut a Lisímac a l'inici d'aquesta guerra. Assassinat Antípater (294 aC) per Lisímac per congraciar-se amb Demetri Poliorcetes, el seu pare la va condemnar a presó perpètua, segons diu Justí. La seva sort final és desconeguda.